# فلاپی‌دیسک

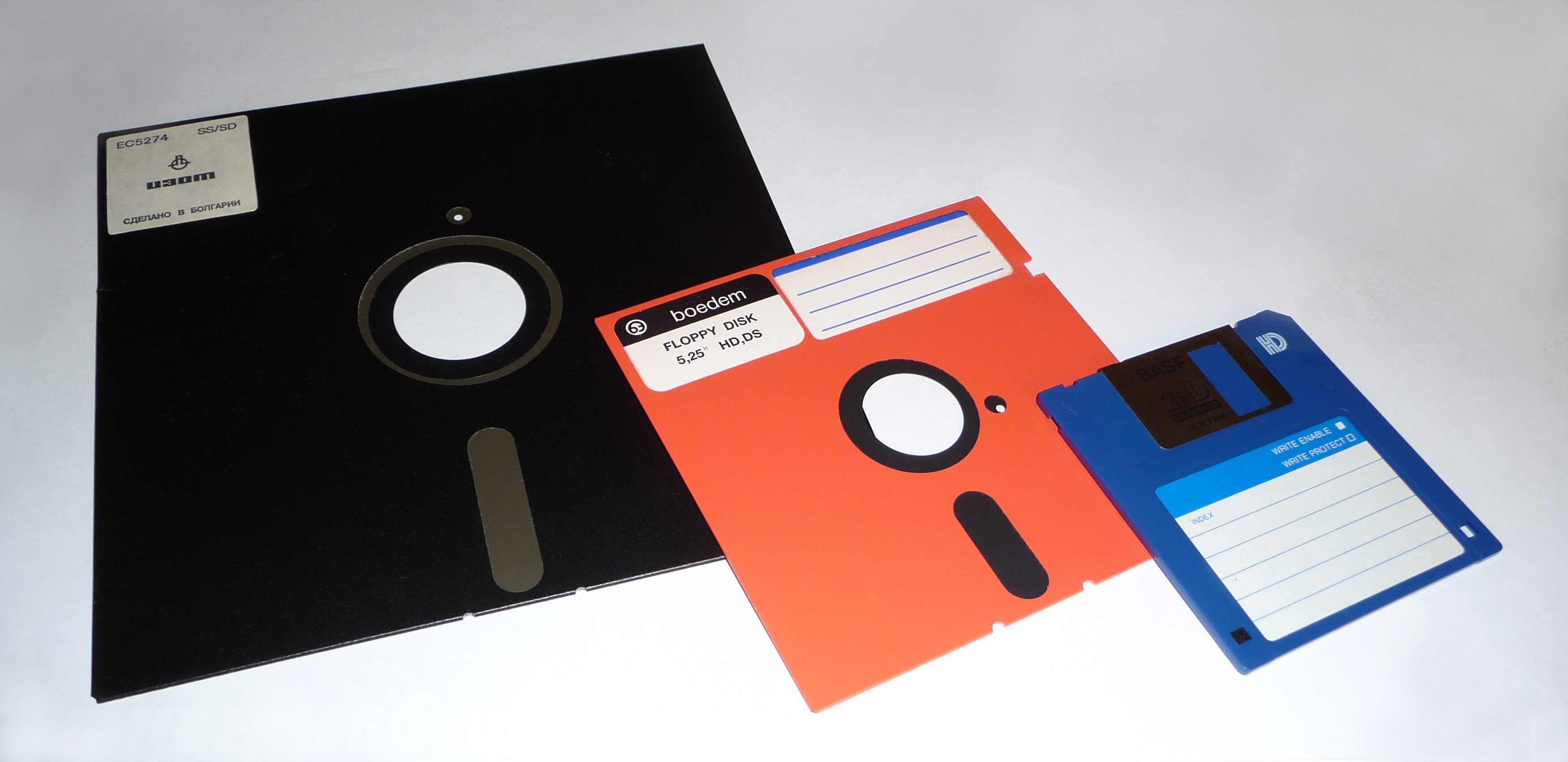
8-inch, 5 1/4-inch, and 3 1/2-inch floppy disks

'دیسک نرم یا فلاپی دیسک یا دیسک نرم مغناطیسی یا دیسکت (به انگلیسی: Floppy disk) که رسانه‌ جداشدنی و دستگاه ذخیره‌سازی داده است که از یک دیسک مدور نازک از جنس پلاستیک منعطف با پوششی از مواد فرو مگنتیک تشکیل شده‌است که توسط یک پوسته مربع شکل از جنس پلاستیک محافظت می‌شود. دیسک‌های نرم توسط گرداننده دیسک نرم (floppy disk drive) یا FDD خوانده و نوشته می‌شوند و نباید با گرداننده دیسک ثابت (fixed disk drive) اشتباه گرفته شوند این نام دیگری است که به نوع غیرقابل حرکت گرداننده‌های دیسک سخت گفته می‌شود. دیسک نرم توسط IBM اختراع شد، آن‌ها در اندازه‌های ۸ اینچ، ۵٫۲۵ اینچ، و جدیدترین و متداول‌ترین نوع ۳٫۵ اینچ، به عنوان قالب پر طرفدار و متداول نگهداری و تبادل اطلاعات از اواسط دهه ۱۹۷۰ تا اواخر ۱۹۹۰ مطرح بودند. امّا در حال حاضر ، به دلیل افزایش قابل توجه حجم اطلاعات و اختراع وسایلی مانند سی دی ها و فلش مموری که از لحاظ حمل و نقل راحت تر و در انتقال و نگهداری اطلاعات،سریعتر و کارآمدتر هستند، فلاپی دیسک ها مانند قبل پر طرفدار نیستند و کاربرد بسیار کمتری نسبت به سی دی ها  دارند.
به دلیل کاهش فراوان تقاضا، سونی، آخرین تولید کننده اصلی فلاپی دیسک ۳٫۵ اینچ، در ۱۹۹۸ اعلام کرد که تولید فلاپی دیسک را متوقف خواهد کرد و در ۲۰۱۱ سونی آخرین فلاپی دیسک را تولید کرد.

## کاربرد فعلی
دیسک نرم مغناطیسی، یا فلاپی دیسک، در دهه ۱۹۷۰ انقلابی در دیسک‌های ذخیره رایانه‌ای ایجاد کرد. دیسکت‌ها که توسط کاربران معمولاً فلاپی دیسک یا دیسک نرم نامیده می‌شوند، در دهه‌های ۸۰ و ۹۰ در رایانه‌های شخصی و خانگی از جمله اپل ۲، مکینتاش، ام‌اس‌ایکس ۲/۲، آمستراد سی پی سی، اسپکتروم +۳، کمودور ۶۴/۱۲۸، آتاری اس‌تی، آمیگا و رایانه‌های شخصی سازگار با IBM به‌طور فراگیر برای توزیع نرم‌افزار، انتقال اطلاعات و تهیه نسخه پشتیبان استفاده می‌شدند. پیش از آن‌که دیسک‌های سخت از نظر اقتصادی مقرون به صرفه گردند، دیسک‌های نرم اغلب برای نگهداری سیستم‌عامل رایانه استفاده می‌شدند و همچنین برنامه‌های کاربردی و اطلاعات. اکثر رایانه‌های خانگی یک سیستم‌عامل اصلی (معمولاً BASIC) داشتند که به‌طور دایم در ROM روی یک بورد نگهداری می‌شد، با امکان بارگذاری سیستم‌عامل‌های پیشرفته‌تر از روی دیسکت، که می‌توانست سیستم‌های تجاری، CP/M یا پس از آن DOS باشد. در اوایل دهه ۱۹۹۰، حجم فزاینده نرم‌افزار به معنای این بود که بسیاری برنامه‌ها نیاز به دیسکت‌های متعدد داشتند؛ یک بسته بزرگ مانند ویندوز(Windows) یا ادوبی فوتوشاپ(Adobe Photoshop) ممکن بود دوازده دیسکت یا بیشتر را استفاده کنند. با نزدیک شدن به اواخر دهه ۱۹۹۰ توزیع بسته‌های بزرگتر به‌طور عمده به CD-ROM منتقل شد (یا توزیع آنلاین برای برنامه‌های کوچکتر).
انواع دیگری که به‌طور مکانیکی ناسازگار بوده و دارای تراکم بالاتری نیز بودند معرفی شدند (از جمله Iomega Zip disk) و به‌طور مقطعی پرطرفدار نیز بودند، اما مقبولیت آن‌ها به وسیلهٔ رقابت بین قالب‌های تجاری محدود شده بود، و نیاز به خرید گرداننده‌های گران‌قیمت برای رایانه‌ها در محل استفاده از آن‌ها داشتند. در بعضی موارد مانند Zip drive، شکست در رقابت با رقیبان در بازار باعث انتشار نسخه جدید تر با ظرفیت بالاتر شد که با گرداننده‌های اصلی سازگار نبود، در نتیجه کاربران به ۲ دسته کاربران قدیمی و جدید تقسیم شدند که به زودی هم تمایل به ارتقا نداشتند. به این ترتیب مشتریان از سرمایه‌گذاری پرهزینه در تکنولوژی‌های اثبات نشده و به سرعت متغیر دوری می‌کردند، در نتیجه هیچ‌کدام از این تکنولوژی‌ها قادر به اثبات خودشان و پایداری حضورشان در بازار نشدند. به زودی CDهای ارزان قیمت قابل نوشتن با ظرفیت بسیار بالاتر، که با ساختار گرداننده‌های CD-ROM موجود هم سازگار بودند، استفاده از تکنولوژی‌های جدید دیسکت‌ها را غیر منطقی نمود. آخرین مزیت دیسک‌های نرم یعنی قابلیت استفاده مجدد، دوباره به وسیلهٔ CDهای قابل نوشتن مجدد (re-writable CD) مورد تهاجم قرار گرفت و بعد دوباره به وسیله DVD-RAM که می‌توانست بارها و بارها نوشته و پاک شود مورد حمله قرار گرفت و فلاپی دیسک ازبین رفت (سال ۲۰۰۵ از بین رفت). بعدها پیشرفت در وسایل مبتی بر حافظه‌های فلش و گسترش فوق‌العاده سازگاری و مقبولیت رابط USB جایگزین دیگری را ارائه کرد که به مرور حافظه‌های نوری را نیز برای برخی مصارف غیرقابل استفاده نمود.
یکی از اقدامات برای ادامه دیسکت‌های سنتی (SuperDisk(LS-۱۲۰ بود که ظرفیتی معادل ۱۲۰ مگابایت (در حقیقت ۱۲۰٫۳۷۵ مگابایت) را دارا بود و با دیسکت‌های استاندارد ۳٫۵ اینچی نیز سازگار بود. برای مدتی تولیدکنندگان رایانه‌های شخصی نسبت به حذف گرداننده دیسکت مقاومت نشان می‌دادند. به هر حال، تولیدکنندگان و خرده‌فروشان به سرعت موجودی رایانه‌های مجهز به گرداننده دیسکت و خود دیسکت‌ها را کاهش دادند.
گرداننده‌های دیسکت خارجی (اکسترنال) مبتنی بر USB برای رایانه‌های بدون آن، موجود است و روی تمام رایانه‌هایی که از وسایل ذخیره انبوه USB یا USB Mass Storage Device پشتیبانی می‌کنند کار می‌کنند. بسیاری از سیستم‌های مدرن حتی امکان بالا آوردن بوت کردن سیستم را از این وسایل ارائه می‌دهند. لازم است ذکر شود که ویندوز xp هنوز برای نصب دیسک‌های سخت RAID, SATA و AHCI نیاز به دیسکت دارد، مگر اینکه CD نصب برای اضافه نمودن این راه‌اندازها توسط برنامه‌هایی تغییر داده شده باشد که به همین منظور ساخته شده باشند، مانند nLite. این نیاز در سال ۲۰۰۷ توسط معرفی ویندوز ویستا برطرف شد. اکثر بوردهای اصلی (مادربرد) رایانه‌های خانگی بسته به تنظیمات CMOS سعی می‌کنند از گرداننده دیسک نرم بوت شوند. [البته باید توجه داشت که فلاپی دیسک‌ها معمولاً قدیمی و از کار افتاده هستند و دیگر جواب گوی نیازهای امروزی ما نیستند]. معمولاً امروزه به جای استفاده از فلاپی دیسک‌ها از USB یا DVD استفاده می‌کنند.

## ساختار
دیسکت‌های نوع ۳٫۵ اینچی از دو قسمت پلاستیک سخت تشکیل شده‌است که قسمت نرم داخلی را به منظور محافظت در برابر گرد و غبار دربر گرفته‌است. جلوی آن فقط دارای یک برچسب و بخشی شفاف برای انجام عمل خواندن و نوشتن است که توسط روپوشی پلاستیکی یا فلزی محافظت می‌شود که در هنگام وارد کردن دیسکت به گرداننده به عقب رانده می‌شود. دیسکت‌های ۳٫۵ اینچی هنگامی که توسط کاربر داخل دستگاه قرار داده می‌شوند به حالت آماده باش در می‌آیند و با فشار کلید خروج (eject) غیرفعال شده و خارج می‌شوند. در رایانه‌های مکینتاش با گرداننده دیسکت از پیش نصب شده، دیسکت به جای خروج دستی توسط یک موتور خارج می‌شود (مشابه یک دستگاه پخش نوار ویدئو).
پشت این دیسکت‌ها نیز به‌طور مشابه دارای بخش شفاف پوشیده شده‌است همچنین حفره‌ای در مرکز آن تا اجازه دهد گرداننده به قسمت فلزی مرکز دیسک متصل شود. ۲ حفره پایین چپ و راست نیز نشان دهندهٔ محافظت در برابر نوشتن و دیسک با تراکم بالا هستند (به صورت ۲ وضعیتی) و حفره دیگر هم به معنی محافظت یا تراکم بالاست، فضای خالی پوشیده شده نشان دهنده فعال شدن نوشتن یا تراکم کم است.این حفره‌های محافظت نوشتن و تراکم کم‌روی یک دیسکت ۳٫۵ اینچی دقیقاً در فاصله ۸ سانتی‌متری از هم قرار گرفته‌اند یعنی دقیقاً مشابه فاصله بین دو سوراخ پانچ‌های استاندارد A۴ که این امر باعث می‌شود بتوان آن‌ها را در زونکن‌ها یا کلاسور نگهداری کرد.یک زایده در بالا سمت راست دیسکت باعث حصول اطمینان از ورود صحیح آن می‌شود و یک پیکان در سمت بالا چپ نشان دهنده جهت وارد کردن دیسکت است.

## سرعت و ظرفیت نهایی
تولیدکنندگان گرداننده‌های دیسک نرم و دیسکت‌ها ظرفیت فرمت نشده را مشخص می‌کنند، برای مثال ۲مگابایت برای یک دیسکت استاندارد ۳٫۵ اینچی HDِ، که به‌طور غیر مستقیم اشاره می‌کند که ظرفیت اطلاعات نباید فراتر از حد رود چون بعضی محدودیت‌ها حدود طراحی شده برای سیستم دیسک نرم را کاهش داده و ممکن است از نظر کارایی ایجاد مشکل کند، مانند عدم پایداری، تداخل یا حتی از بین رفتن اطلاعات.
ظرفیت نامی فرمت شده که روی برچسب‌ها چاپ شده ۱٫۴۴ مگابایت است که تعریفی از مگابایت را استفاده می‌کند که مبنای ۱۰ و ۲ را ترکیب کرده‌است تا مجموعاً نشان دهد که ۱٫۴۴*۱۰۰۰*۱۰۲۴ بایت (تقریباً ۱٫۴۷ میلیون بایت). این استفاده از پیشوند مگا- با سیستم SI سازگار نیست. با استفاده از تعاریف SI ظرفیت یک دیسکت ۳٫۵ اینچی HD می‌تواند به صورت ۱٫۴۷مگابایت نوشته شود. ظرفیت قابل استفاده توسط کاربر تابعی از فرمت‌های مختلف دیسک است که توسط تولیدکننده کنترلر FDD و تنظیمات اعمال شده به آن تعیین می‌شود. تفاوت بین فرمت‌ها در ظرفیت اطلاعات کاربر می‌تواند بین ۷۲۰کیلوبایت یا کمتر تا ۱۷۶۰ کیلوبایت یا بیشتر روی یک دیسکت استاندارد ۳٫۵ اینچی HD باشد. روش‌های با حداکثر ظرفیت نیازمند تطابق بیشتر مشخصات هد گرداننده بین گرداننده‌های مختلف هستند؛ که این همیشه ممکن نیست و نمی‌توان روی آن حساب کرد.
گرداننده‌های دیسک نرم DSED در سال ۱۹۸۷ توسط توشیبا عرضه شدند که در سال ۱۹۹۴ توسط IBM روی PS/۲ پیاده‌سازی شد با سرعت و ظرفیتی معادل ۲ برابر DSHD. تنها اقدام جدی به افزایش سرعت گرداننده‌های دیسک نرم ۳٫۵ اینچی به فراتر از ۲X گرداننده‌های شتاب داده شده X۱۰ بود که از RAM مضاعف و گرداننده‌ای با ۴ برابر سرعت معمولی استفاده می‌کرد که در نتیجه سرعت خواندن یک دیسکت را از ۱دقیقه معمولی به ۶ ثانیه کاهش داد. گرداننده‌های دیسک نرم ۳٫۵ اینچ HD معمولاً سرعت انتقالی معادل ۱۰۰۰ کیلوبیت بر ثانیه دارند (صرف نظر از سربار و کدهای تصحیح). برای مقایسه، یک CD با سرعت ۱X سرعت انتقال ۱۲۰۰ کیلوبیت بر ثانیه (حداکثر) دارد و یک DVD با سرعت ۱X در حدود ۱۱۰۰۰ کیلوبیت بر ثانیه انتقال انجام می‌دهد. در حالی که نرخ اطلاعات یک دیسک نرم به سادگی قابل تغییر نیست، کارایی کلی با بهینه‌سازی زمان‌های دسترسی گرداننده و کوتاه کردن بعضی از تاخیرهای معرفی در BIOS(به ویژه پلتفرم‌های سازگار با IBM) می‌تواند بهبود یابد.

## امضای استیو جابز
اخیراً در یک حراجی یک فلاپی دیسک شرکت اپل که متعلق به سال ۱۹۸۸ میلادی است و امضای "استیو جابز" روی آن حک شده است، به قیمت ۸۴ هزار دلار فروخته شد. این فلاپی دیسک یک قطعه ارزشمند برای تاریخ رایانه ها به حساب می‌آید.